# Manager intermédiaire
Le manager intermédiaire est un niveau hiérarchique de management général  se situant entre le manager de direction générale et le manager de proximité.
La DGAFP le définit comme un manager fonctionnel qui, sous la responsabilité d’un manager stratégique, participe à la définition de la stratégie d’une structure et la décline sur un plan sectoriel ou territorial ; qui dirige les services de son périmètre de compétence et  Il conçoit, met en œuvre, contrôle et évalue les plans d’action en fonction des objectifs qui lui ont été assignés. Il encadre à cette fin une équipe de managers opérationnels, dénommés managers de proximité 
Si dans les grandes administrations et les moyennes et grandes entreprises il se distingue du manager de proximité, dans le cas des entreprises de plus petite taille,  à  seulement trois ou quatre niveaux hiérarchiques, il se confond souvent avec lui. 

## Les rôles des managers intermédiaires
Les rôles des managers de niveau intermédiaire varient suivant les types d'organisations :
A/ La structure simple
B/ La structure mécaniste
…
F/ Les six types de structures  divisionnalisées